# Ma'alot Dafna

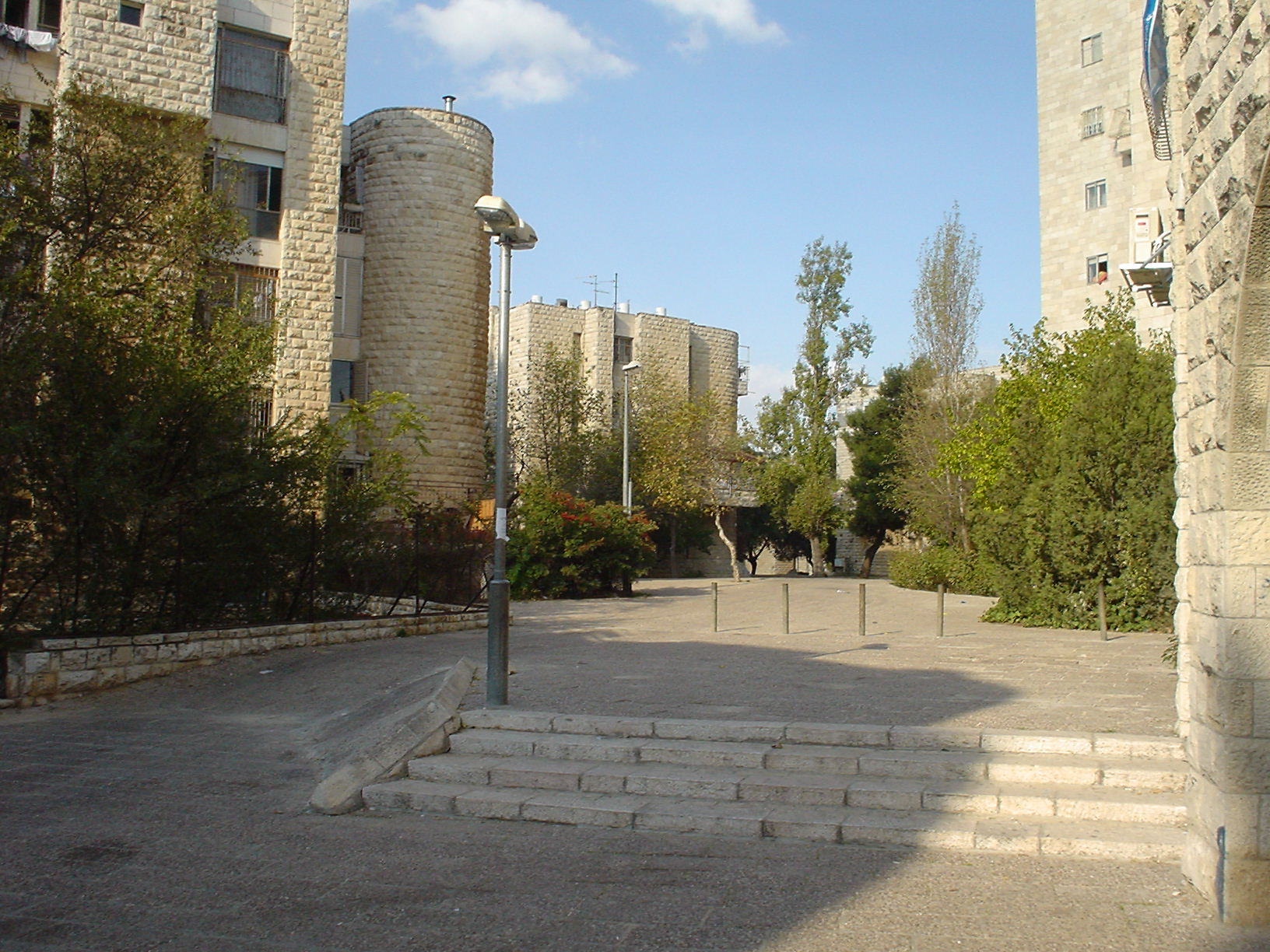
Pěší zóna v Ma'alot Dafna

Ma'alot Dafna (hebrejsky: מעלות דפנה) je židovská čtvrť v centrální části Jeruzaléma v Izraeli, ležící ve Východním Jeruzalému, tedy v části města, která byla okupována Izraelem v roce 1967 a začleněna do hranic Jeruzaléma.

## Geografie
Leží v nadmořské výšce necelých 800 metrů, cca 2 kilometry severně od Starého Města. Na severu s ní sousedí rovněž židovská čtvrť Ramat Eškol, na severovýchodě židovská Giv'at ha-Mivtar, na východě administrativní distrikt Kirjat Menachem Begin a arabská čtvrť Šejch Džarach. Leží na dotyku z bývalou Zelenou linií, která do roku 1967 rozdělovala Jeruzalém. Za ní směrem k západu, tedy již uvnitř mezinárodně uznávaných hranic státu Izrael, leží čtvrtě Šmu'el ha-Navi a Sanhedrija. Na jihu leží při Zelené linii čtvrť Arzej ha-Bira. Podél jihovýchodního okraje čtvrti prochází dálnice číslo 60 (Sderot Chajim Bar Lev).

## Dějiny
Do roku 1967 zde bylo území nikoho oddělující linie kontroly Izraele a Jordánska. Čtvrť vznikla roku 1972. Jméno je odvozeno od konfigurace terénu, který zde stupňovitě stoupá (Ma'alot = schody). Původně byla čtvrť navržena pro 4000 obyvatel a architekt ji pojal včetně vnitřních dvorů, pěších zón a dětských hřišť. Postupně zde došlo k přílivu ultraortodoxních Židů. Sídlí tu slavná ješiva Ješivat Or Sameach.

## Demografie
Plocha této městské části dosahuje 380 dunamů (0,38 kilometru čtverečního).
| Rok            | 2000  | 2002  | 2003  | 2004  | 2005  | 2006  | 2007  | 2008  |
| -------------- | ----- | ----- | ----- | ----- | ----- | ----- | ----- | ----- |
| Počet obyvatel | 3 645 | 3 617 | 3 664 | 3 647 | 3 675 | 3 765 | 3 735 | 3 732 |